# Военно-экономические отношения стран «оси» и их союзников
Межгосударственные экономические отношения стран оси и их союзников, направленные на поставки друг другу вооружения, стратегического сырья, продовольствия и прочих ресурсов и материалов в годы Второй мировой войны.

## Предыстория
Подписав в 1936 году «Антикоминтерновский пакт», Третий рейх и Японская империя создали таким образом военно-политический союз Берлина и Токио, который подразумевал военно-политическое и экономическое сотрудничество между двумя странами у которых была схожая националистическая и антикоммунистическая идеология. В мае 1939 года Третий рейх и Королевство Италия подписали «Стальной пакт», имевший сходные с «Антикоминтерновским пактом» условия сотрудничества. И наконец, в 1940 году все три страны подписали «Берлинский пакт», укрепивший их отношения и союзнические обязательства, сформировав военно-политический блок стран оси Берлин — Рим — Токио. Чуть позже к пакту присоединились страны со схожей идеологией и союзники основных стран оси Венгрия, Румыния, Болгария, Таиланд, Словакия, Хорватия и др.

## История

### Страны оси, имевшие тяжёлую и военную промышленность
В таблице указаны страны оси имевшие к началу Второй мировой войны тяжёлую промышленность. Здесь приведены важнейшие отрасли военной индустрии этих стран. Знаком  указано наличие развитой отрасли, знаком  отсутствие и малая значимость отрасли.
| Страна               | Авиастроение | Судостроение | Танкостроение | Автомобилестроение | Артиллерия и оружие | Снаряжение и боеприпасы |
| -------------------- | ------------ | ------------ | ------------- | ------------------ | ------------------- | ----------------------- |
| Нацистская Германия¹ |              |              |               |                    |                     |                         |
| Япония               |              |              |               |                    |                     |                         |
| Италия               |              |              |               |                    |                     |                         |
| Королевство Венгрия  |              |              |               |                    |                     |                         |
| Румыния              |              |              |               |                    |                     |                         |
| Царство Болгария     |              |              |               |                    |                     |                         |

¹В том числе задействованная промышленность оккупированных или присоединённых Рейхом индустриальных стран Европы: Франция, Чехословакия, Австрия, Бельгия, Нидерланды и др.

### Сравнение экономик стран оси и стран антигитлеровской коалиции
| Страна/Год                                               | 1938 | 1939 | 1940 | 1941 | 1942 | 1943 | 1944 | 1945 |
| -------------------------------------------------------- | ---- | ---- | ---- | ---- | ---- | ---- | ---- | ---- |
| Страны оси                                               |      |      |      |      |      |      |      |      |
| Австрия                                                  | 24   | 27   | 27   | 29   | 27   | 28   | 29   | 12   |
| Германия                                                 | 351  | 384  | 387  | 412  | 417  | 426  | 437  | 310  |
| Италия                                                   | 141  | 151  | 147  | 144  | 145  | 137  | 117  | -    |
| Франция                                                  | -    | -    | -    | 130  | 116  | 110  | 93   | -    |
| Япония                                                   | 169  | 184  | 192  | 196  | 197  | 194  | 189  | 144  |
| Страны «оси» всего:                                      | 685  | 746  | 753  | 911  | 902  | 895  | 826  | 466  |
| Страны антигитлеровской коалиции                         |      |      |      |      |      |      |      |      |
| СССР                                                     | 359  | 366  | 417  | 359  | 274  | 305  | 362  | 343  |
| Франция                                                  | 186  | 199  | 164  | -    | -    | -    | -    | 101  |
| Великобритания                                           | 284  | 287  | 316  | 344  | 353  | 361  | 346  | 331  |
| США                                                      | 800  | 869  | 943  | 1094 | 1235 | 1399 | 1499 | 1474 |
| Антигитлеровская коалиция всего:                         | 1629 | 1600 | 1840 | 1596 | 1862 | 2065 | 2363 | 2341 |
| Соотношение ВВП, Антигитлеровская коалиция / страны Оси: | 2,38 | 2,14 | 2,44 | 1,75 | 2,06 | 2,31 | 2,86 | 5,02 |

### Сотрудничество между странами оси
Аналогичной централизованной, подобной ленд-лизу антигитлеровской коалиции программы военно-экономического сотрудничества у стран оси не было. Основной, самой мощной в экономическом и промышленном плане страной гитлеровского блока в Европе была Германия. Она же была и основным поставщиком вооружений своим союзникам, поскольку кроме Италии, почти все эти страны (Румыния, Венгрия, Болгария, Словакия, Финляндия) имели довольно слабую тяжёлую промышленность и для совместного с Германией ведения войны им требовалось современное вооружение (танки, орудия, самолёты, боеприпасы, и часто даже стрелковое оружие). Поставки важного стратегического сырья (высококачественной железной руды) Германия импортировала из Швеции, через норвежские порты. Нефть в основном приходила из союзных Румынии и Венгрии.
Японская империя также являлась высокоразвитой индустриальной державой в своём регионе — Юго-Восточной Азии. Бедная собственными ресурсами Япония брала их в захваченных регионах: Корее и Китае, обходясь без существенной помощи своих европейских союзников, которая была затруднительна из-за далёкого от Европы географического положения Японии и её боевых действий на Тихом океане. Впрочем, военно-торговые связи между Берлином и Римом с одной стороны, и Токио с другой стороны, всё же существовали. В небольшом количестве некоторые виды немецкого и итальянского вооружения в Японию поставлялись, в большей степени в ознакомительных целях, для изучения и возможного налаживания производства собственными силами по лицензиям.
После аншлюса Австрии, оккупации Чехословакии и особенно Франции, Третий рейх получил в своё полное распоряжение не только развитую тяжёлую промышленность этих стран, но и трофейное вооружение и имущество их бывших армий. Некоторая часть трофейного вооружения этих стран принималась к использованию самой Германией, а часть передавались своим союзникам и сателлитам по военному блоку.
Однако Германия была не в состоянии обеспечить современным вооружением  всех своих союзников, а на завершающих этапах войны она сама начала испытывать очень острый дефицит во всём. Объёмы промышленного производства Германии, даже за счёт захваченных и оккупированных промышленно развитых территорий, были несопоставимы с гигантскими объёмами США и Англии (со всеми их подконтрольными колониями и доминионами), которые обеспечивали многими видами вооружения и себя, и многих своих союзников по Антигитлеровской коалиции. Современными вооружениями обеспечивались в основном те союзники Германии, которые действовали совместно с ними на наиболее важных фронтах (например, на Восточном фронте), но даже там в связи с ухудшающимся положением и снабжением в самой германской армии оснащение армий их союзников было ничтожным.
Так, итальянцы в виду собственной нехватки бронетехники неоднократно запрашивали в Германии немецкую бронетехнику, одно немцы отказывали в поставках под любыми предлогами. Для более качественного решения проблемы, немцы предпочли сами участвовать в боевых действиях в Северной Африке на собственной бронетехнике. Только к 1943 году итальянцам было передано лишь около трёх десятков немецких танков и самоходок. Для военных действий на Средиземном море немцы передали итальянцам около двух десятков пикирующих бомбардировщиков «Штука», поскольку у самих итальянцев не было самолётов такого типа. В 1940 году Германия продала итальянцам лицензию на производство рядного 12-цилиндрового двигателя Daimler-Benz DB 605 для самолётов-истребителей.
Венгрии за годы войны было поставлено от 74 до 84 танков типа Pz.IV, Румынии от 126 до 142 танков этого типа, Болгарии от 91 до 97 таких танков. Также союзникам «оси» поставлялись некоторые виды немецкой артиллерии и некоторые типы самолётов. Некоторые вооружения, созданные на германских предприятиях, выпускались в Венгрии и Румынии по лицензии.
Японская империя, имевшая относительно высокоразвитую промышленность для азиатского региона и удалённая от своих европейских союзников Италии и Германии, полагалась на собственные силы. Хотя у японцев была современная авиация и мощный флот, состоящий из авианосцев, линкоров, подводных лодок, по своей численности всё это уступало американцам и англичанам, точно также, как и вся японская промышленность по объёмам уступала американской и английской. Кроме того, многие виды вооружения того периода, особенно сухопутного, у японцев были достаточно устаревшими, что особенно стало заметным в переломные годы войны на Тихом океане в 1943—1944 годах. В виду своей крайней удалённости от европейских союзников, японцы практически не импортировали из Германии и Италии вооружение и технику в значительных количествах, а лишь знакомились с некоторыми интересовавшими их технологиями и образцами техники, например, немецкими реактивными двигателями и самолётами Me-163 и Me-262, системы наведения торпед, новейшие образцы РЛС. Военные грузы в Японию доставлялись в основном с помощью подводного флота Кригсмарине а также так называемых судов «блокадопрорывателей». Этот же флот забирал для Германии грузы из Японии, в основном каучук, цинковые и вольфрамовые концентраты. Японские подлодки приходили в оккупированные немцами французские порты, где ремонтировались и получали консультации от немецких специалистов о модернизации и их усовершенствования. Впрочем получив передовые военные технологии от Германии лишь к 1943-44 годам, Япония не смогла в полной мере реализовать их у себя, а их приобретение не могло повлиять на исход войны.
Само же военно-экономическое сотрудничество и связи между странами оси в Европе выглядели следующим образом:
- Нацистская Германия — являлась главным промышленным центром стран оси в Европе. Поставляла своим союзникам многие виды готового или трофейного вооружения, а также сырьё. К 1944 году эти поставки начали существенно сокращаться, по мере потери ранее завоёванных территорий и разрушения промышленности, вследствие стратегических бомбардировок промышленных центров Германии. Нуждалась в импорте сырья: нефть из Румынии, железная руда и другие металлы из Швеции и Финляндии, (и других нейтральных стран, в том числе и на других континентах), продовольствие (помимо оккупированных территорий) из Венгрии, Болгарии и нейтральных стран.
- Италия — являлась вторым по величине промышленным центром стран оси в Европе. Поставляла некоторое количество вооружений Румынии, Болгарии и Венгрии и другим странам, в основном в небольшом количестве, поскольку сама нуждалась в них, имея значительно более ограниченную промышленность, чем у Германии. Импортировала продовольствие из Венгрии и Болгарии, нефтепродукты из Румынии и оккупированной Албании; импортировала уголь, металлы и некоторые готовые виды вооружения из Германии, там же приобретая некоторые технологии. После свержения режима Муссолини и ввода на территорию Северной Италии германских войск, всё вооружение и промышленные предприятия были захвачены немцами, позже некоторая часть вооружений была передана вновь созданной национальной армии марионеточной Итальянской социальной республики, но под немецким военным контролем.
- Румыния — являлась основным поставщиком сырой нефти для большинства европейских стран оси. Нуждалась в поставках оборудования, техники и вооружений.
- Царство Болгария — являлась поставщиком сырья и продовольствия. Нуждалась в поставках вооружения. Военная промышленность страны была незначительной и был представлена одним авиастроительным заводом, выпускавшим по лицензии некоторые модели итальянских самолётов.
- Королевство Венгрия — являлась значительным поставщиком продовольствия, а также в меньшей степени нефти (месторождения возле озера Балатон) в страны оси. Выпускали небольшое количество автомобилей и бронетехники. Нуждалась в поставках вооружения.

#### Союзник стран оси
- Финляндия[6] — являлась поставщиком кобальта, меди, никеля и некоторых других полезных ископаемых для Третьего рейха. Нуждалась в поставках техники и вооружения, основным экспортёром которого была Германия.

 Страны оси в Юго-Восточной Азии 
- Япония — являлась самодостаточной индустриальной державой, имеющей развитую, для своего региона, промышленность, обеспечивая себя ресурсами благодаря захваченным территориям в Юго-Восточной Азии. Вооружение и ресурсы от европейских союзников практически не импортировала, как и не осуществляла какой-либо значительный экспорт туда, за исключением некоторого сырья.
- Таиланд — несмотря на то, что японские войска высадились на Таиланд 8 декабря 1941 года, руководство страны и маршал Пибунсонграм (после непродолжительных боёв) почти сразу заключили с японцами перемирие и формально не утратили независимости страны, перейдя на сторону стран оси. Таиланд поставлял Японской империи сельскохозяйственные продукты и строил дороги для снабжения японских войск в Бирме.

### Нейтральные страны
- Союз Советских Социалистических Республик (с 23 августа 1939 по 22 июня 1941)

23 августа 1939 года между Германией и СССР был подписан договор о ненападении, секретная часть которого разграничивала сферы влияния государств-подписантов в Европе. Уже в сентябре 1939 года были развязаны совместные боевые действия Германии и СССР против Польши, положившие начало Второй мировой войне. В предвоенный период конца 1930-х годов между СССР и Германией были налажены активные экономические взаимоотношения и торговля. В 1940 году шли переговоры о возможном присоединении СССР к пакту «стран оси» («пакт четырёх держав»), но начавшаяся в 1941 году война между СССР и Германией естественным образом прекратила всякое взаимное сотрудничество двух сторон и предопределила присоединение СССР к блоку антигитлеровской коалиции вместе с Францией, США и Великобританией.
- Французское Государство (с 10 июля 1940 до 11 ноября 1942)

Формально вишистская Франция сохраняла нейтралитет и являлась государством-правопреемником Французской республики, однако будучи целиком и полностью политически зависимым государством, поддерживала с Германией тесное военно-экономическое и иное сотрудничество. Промышленность находившаяся на территории вишистской Франции, как и на оккупированной французской территории, также выполняла военные заказы для Германии; подчиняющиеся правительству Виши вооружённые силы принимали участие в боевых действиях против антигитлеровской коалиции на территориях некоторых собственных колоний (см. Мадагаскарская операция, Сенегальская операция, Сирийско-Ливанская операция, Габонская операция). После немецкой оккупации Южной Франции в 1942 году — власть режима Виши стала чисто номинальной, выполняя исключительно административные функции.
- Швеция

Являясь официально нейтральным государством, не участвующим в войне, но имея общую границу с оккупированной Норвегией, практически на протяжении всей войны Швеция поставляла в Германию железную руду. Поставка руды осуществлялась через норвежский порт Нарвик. Кроме того, через территорию Швеции шли германские военные грузы для Норвегии и Финляндии.
- Швейцария

Находясь территориально между Германией и Италией, Швейцария экономически сотрудничала с двумя этими государствами. Страна являлась транзитной в перевозках военных и гражданских грузов между Германией и Италией. Швейцарские банки сотрудничали с германскими и итальянскими финансистами, являясь финансовыми посредниками и кредиторами Германии и Италии. На территории страны находились промышленные предприятия, имевшие значительную долю немецких акций, например фирма Solothurn Waffenfabrik AG, производившая противотанковые вооружения, которые поставлялись в Германию и Италию. Также как и Ватикан, Швейцария выполняла роль дипломатически нейтральной зоны, а также являлась центром деятельности иностранных разведок воюющих стран.
- Дания

В период с 1940 по 1942 годы, Данию также можно рассматривать как страну, которая экономически сотрудничала со странами «Оси», формально оставаясь как бы «независимым» государством. Дания была оккупирована в апреле 1940 года, однако первые два года оккупация была относительно условной, вследствие чего даже получила название «мягкой». Власть была сохранена за датским правительством, которое возглавил Стаунинг. Промышленность Дании также была подключена на снабжение Германии. Дания поставляла дизель-моторы для подводных лодок, запчасти для самолётов, взрывчатые вещества и уголь. Немцами размещались заказы на производство обмундирования и обуви. Также поставлялась сельскохозяйственная продукция.
- Испания

Испания официально являлась нейтральной страной, не участвующей в войне и не присоединившейся к странам «оси», но подписавшая «Антикоминтерновский пакт». Ограничилась отправкой на Восточный фронт добровольцев-фалангистов воевавших в составе войск вермахта (вооружением, амуницией и всем остальными их обязывались снабжать немцы). Испания поставляла в основном продовольствие и продукцию горнодобывающей отрасли для Германии и Италии (железная руда, цинк, свинец, ртуть), а также являлась перевалочным пунктом для стратегических грузов из Южной Америки (например, природный каучук, платина, промышленные алмазы). Предоставляла свои военно-морские базы для дислокации (снабжения и отдыха) военно-морскому флоту Германии и Италии.
- Португалия

Португалия под управлением правой диктатуры Антониу Салазара официально являлась нейтральным государством и во Второй мировой войне участия не принимала. Тем не менее, она оказывала помощь (в том числе и военного характера) франкистам во время гражданской войны в Испании, во время Второй мировой войны снабжала войска стран «оси» продовольствием и полезными ископаемыми (в особенности вольфрамом), а также предоставляла свои военно-морские базы для дислокации (снабжения и отдыха) военно-морскому флоту Германии и Италии.
- Турция

С началом Второй мировой войны Турция объявила нейтралитет. Однако Германия активно желала вступления Турции на стороне стран «оси», особенно учитывая стратегически важное географическое положение последней. Тем не менее, турецкое правительство не спешило и 18 июня 1941 года лишь подписано с Германией договор о дружбе и экономическом сотрудничестве. С 1942 года из Турции начались поставки сырья и продовольствия. Только за 1943 год в Германию было поставлено хромовой руды — 46,8 млн тонн, масличных семян — 17,9 млн тонн, чугуна — 9,5 млн тонн, меди — 7,4 млн тонн. Доставлял всё это, в том числе и турецкий торговый флот. Взамен, Турция получала некоторые образцы немецкой военной техники, вооружая свою армию. Однако давление антигитлеровской коалиции заставило турок к лету 1944 года снизить торговлю с Германией, а 2 августа и вовсе разорвать договор о сотрудничестве.

## Топливо и его дефицит
Вторая мировая война стала высокотехнологичной и механизированной «войной моторов». При её ведении использовалось большое количества техники — флот, авиация, сухопутные войска — все они нуждались в большом количестве топлива. Если у союзников по Антигитлеровской коалиции с его наличием не было особых проблем, то страны «оси» начали испытывать дефицит топлива по мере разрастания конфликта. Основным поставщиком нефти в Германию и Италию являлась Румыния. Залежи нефти в районе Плоешти были очень значительными, но даже их объёма не хватало для полного обеспечения. К 1944 году усилились бомбардировки этих месторождений со стороны авиации антигитлеровской коалиции, что ещё больше подрывало поставки этого продукта. В меньшей степени нефтедобыча была развита в соседней Венгрии (в районе озера Балатон), а также незначительные запасы нефти имелись в Албании (с 1939 года оккупированной Италией). Поэтому немцы были вынуждены активно применять и синтетическое топливо получаемое из угля.
Дефицит топлива сказывался и на ведении боевых действий. Огромное количество топлива Германии требовалось для ведения масштабных боевых действий на Восточном фронте. Гитлер планировал компенсировать нехватку нефти дойдя до Северокавказских месторождений и Баку. Из-за нехватки топлива несколько раз останавливали свои боевые действия в Северной Африке войска Роммеля. В Италии дефицит топлива получил развитие уже после 1940 года. Основная часть нефтепродуктов уходила военно-морскому флоту и военно-воздушным силам.
Япония получала нефть из оккупированных районов Китая (Тайвань), Маньчжурии и Кореи, районов Индонезии, а также из нефтяных советско-японских концессий Северного Сахалина, однако к 1945 году поставки нефти практически прекратились, вследствие освобождения данных регионов от японской оккупации и прекращения поставок из Сахалина.